# Ljusabborrtjärnen (Skorpeds socken, Ångermanland)
Ljusabborrtjärnen är en sjö i Örnsköldsviks kommun i Ångermanland och ingår i Ångermanälvens huvudavrinningsområde.